# 進学研究会
株式会社進学研究会（しんがくけんきゅうかい）は、公立小学校・公立中学校・塾向けの学力テストの制作販売、公開模擬テスト（Vもぎ）を開催している企業。公共機関からの依頼による学習到達度確認調査、私立高等学校新入生テストの制作、成績処理の実施も行っている。
なお略称は「進研（しんけん）」であるが、「進研ゼミ」や「進研模試」を運営するベネッセコーポレーションとは関係ない。

## 沿革
- 1949年　東京都豊島区で進学研究会発足。
- 1950年 「標準学力テスト」スタート。以後、“進研テスト”の名称で親しまれる。
- 1956年　都内の大学や高校を会場として「会場模擬テスト」(現在の公立Ｖもぎ)開始。
- 1962年　第1回「私立会場模擬テスト」(現在の私立Ｖもぎ)開始。
- 1993年　会場テストを首都圏に拡大。進研テスト・Ｖもぎに首都圏1,500塾が参加。

## 進研テスト
学習塾を主体に実施している学力判定・志望校判定テスト。首都圏を中心とした合格判定に対応しているほか、学習到達度評価を行う。

## Vもぎ
高等学校や専門学校などを会場に行われる公開テストの一つ。東京都版と千葉県版・私立版の3種類がある。都・県版に比べて私立Vもぎの方が他の模擬試験と同様に、難易度が高い。また、都・県立Vもぎでは、志望校を公立・国立・私立から選べるが、私立Vもぎでは私立・国立のみとなる。